# Юхансон, Фред
Фред Ю́хансон (швед. Fred Johanson) — шведский артист-вокалист.
Участвует в мюзиклах «Отверженные», «Собор парижской богоматери», «Jesus Christ Superstar», «Кошки».
Исполнил роль Понтия Пилата в телевизионном фильме Jesus Christ Superstar (2000, см. Иисус Христос — суперзвезда).
Фред Юхансон выпустил два сольных альбома: Fred Johanson (1994) и Barely Half Alive (1998).